# André-Guillaume Contant d'Orville
Pour les articles homonymes, voir Dorville (homonymie).
André-Guillaume Contant d'Orville, né André-Guillaume Contant de La Molière, dit Dorville ou D'Orville, est un écrivain, acteur et dramaturge, romancier, polygraphe et compilateur français du XVIIIe siècle, né avant 1730 et mort au début du XIXe siècle.

## Biographie

### Acteur et auteur de théâtre
Dorville joue avec sa troupe à Lille en 1744, à Nantes en 1747, à Rouen de 1747 à 1749, à Amiens en 1749, parcours caractéristique de l'itinérance des directeurs de troupes théâtrales au XVIIIe siècle. 
Il a épousé Marguerite Didié, originaire de Lyon ; elle meurt à Rouen le 25 novembre 1748,.
Le 6 février 1751, Dorville est pourvu par brevet royal du privilège des spectacles à Versailles ; un terrain compris entre la place d'Armes, la Petite Écurie et l'avenue de Sceaux lui est concédé pour y construire un théâtre. En avril-juin 1751, sa troupe est à Dijon et y joue Le Tartuffe, Le Français à Londres et un ballet Les Savoyards. À Versailles, alors que commencent les travaux de construction de la nouvelle salle, il fait jouer des pièces dans une salle rue d'Anjou ; le 23 décembre 1751 il y fait représenter un divertissement, Heureux événement ou le Bienvenu, écrit par Armand et Derozée pour la naissance du duc de Bourgogne, fils du dauphin Louis de France, qui mourra en bas âge ; la pièce est imprimée l'année suivante en 1752 et porte l'adresse « Versailles, à la Salle des Spectacles ». À partir d'août 1752, Contant d'Orville accumule les dettes, les recettes des spectacles ne sont pas celles espérées, et Louis XV, qui estime que la salle de spectacle en construction (à l'emplacement du 31 de l'actuelle rue Saint-Honoré), à côté de la Petite Écurie, nuit à la perspective de la place d'Armes, fait révoquer la concession qui lui avait été accordée ; les entrepreneurs sont indemnisés de leurs avances par la Prévôté de Versailles en février 1753. Contant d'Orville, criblé de dettes, quitte Versailles.
De 1756 à 1759, il joue au théâtre d'Anvers, dans la troupe de Mme Pompeati et de François Quinault ; le 30 octobre 1756, sa comédie-ballet Le Plaisir et la Reconnoissance y est représentée avec Joseph Patrat dans le rôle principal . Puis il dirige seul la troupe et fait banqueroute.
En janvier 1761, il produit un « certificat de vie », étant domicilié à Saint-Pétersbourg.
Dans leurs Anecdotes dramatiques publiées en 1775, Joseph de La Porte et Jean-Marie-Bernard Clément signalent sa « comédie épisodique » L'Opéra aux enfers « jouée en province » en 1763, mais « non imprimée ». Sa tragédie Balthésie, consacrée à l'accession au trône de l'impératrice  Catherine II de Russie, est jouée à Lille en 1745 et en 1769 mais n'a pas été publiée ; le manuscrit, une copie autographe,  exemplaire de dédicace relié aux armes de la comtesse d'Estaires, est conservé à la Bibliothèque nationale de France ; sa comédie Le Médecin par amour est jouée à Paris au Théâtre des Variétés-Amusantes en 1786.

### Romancier
Il publie de 1763 à 1769 plusieurs romans. L'un d'entre eux, Le Mariage du siècle, ou Lettres de madame la comtesse de Castelli, à madame la baronne de Fréville, publié en 1766, est traduit en italien (La Sventurata Castelli ovvero Lettere di Madama contessa di Castelli a Madama Baronessa di Freville del Sig. Costante d'Orville, Venise, Giuseppe Zorzi, 1770) et en polonais (Nieszczęsliwa Kastelli Albo Listy Pani Hrabiny Kastelli Do Panny Baronowny D'Freville, Kalisz, 1778).   
Dans ses Mémoires d'Azema en 1764, il emprunte à Voltaire l'anecdote parue dans son Histoire de Charles XII en 1731 sur Ivan Mazepa nouant une liaison avec l'épouse d'un gentilhomme polonais, surpris en flagrant délit d'adultère et attaché entièrement nu, le corps enduit de goudron, sur le dos d'un cheval sauvage qui l'emporte au loin dans les steppes ukrainiennes ; cette fiction présentée comme historique (Contant d'Orville prétend dans la préface que son récit s'inspire des papiers de Stephanine, l'enfant d'Azema et de Mazepa) a eu du succès en Europe ; le roman a été traduit en allemand, en danois et en russe en 1790 sous le titre La Belle Russe ; il est l'un des relais de la légende de Mazepa à l'époque romantique.

### Polygraphe, historien et encyclopédiste
Contant d'Orville participe avec Nicolas Fallet au Dictionnaire universel, historique et critique des moeurs, loix, usages & coutumes civiles, militaires & politiques ; & des cérémonies & pratiques religieuses & superstitieuses, tant anciennes que modernes, des peuples des quatre parties du monde en 4 volumes publié à Paris en 1772 par l'éditeur Jean-Pierre Costard.
Il est engagé comme rédacteur professionnel et compilateur, avec d'autres écrivains (Barthélemy Imbert, Pierre Jean-Baptiste Legrand d'Aussy, Louis Poinsinet de Sivry, Charles-Joseph Mayer), par le marquis de Paulmy et le comte de Tressan pour la Bibliothèque universelle des romans, une collection qui est publiée à partir de 1775 ; quand Paulmy quitte le projet au début de 1779, après s'être brouillé avec Tressan, il engage Contant d'Orville pour l'aider à rédiger les Mélanges tirés d'une grande bibliothèque qui sont publiés en 70 volumes de 1779 à 1788. Le marquis de Paulmy, bibliophile et écrivain amateur, avait constitué une très riche bibliothèque, avec des manuscrits médiévaux et des éditions de textes du Moyen Age et du seizième siècle (elle constitue le noyau de la Bibliothèque de l'Arsenal à Paris). S'il s'agit au départ de publier dans les Mélanges des extraits de romans du Moyen Âge et du XVIe siècle, afin de concurrencer le succès de la Bibliothèque universelle des romans, l'entreprise révèle une ambition encyclopédique avec les troisième et quatrième volumes : Précis d'une histoire générale de la vie privée des Français et De la lecture des livres français.
Contant d'Orville meurt à Paris au début du XIXe siècle, en 1800, en 1804 ou vers 1804.

## Publications

### Théâtre

#### Pièces
- L'essai des talens ou les Réjouissances de la paix, comédie ballet en vers. Ornée d'intermèdes, de chants & de danses ... La musique de Mr. Foulquier, Rouen, Besogne fils, 1749, 60 p.[23].
- Le Paysan parvenu ou les coups de la fortune. Comédie en un acte, Bordeaux, P. Calamy, 1751.
- Le Plaisir et la reconnoissance, comédie-ballet en vers ... sur la victoire remportée le 1er octobre 1756 par l'armée de S. M. l'Impératrice ... sur l'armée prussienne, Anvers, veuve C. I. Vander Hoy, 1756, 41 p. Lire en ligne.

#### Histoire du théâtre
- Histoire de l'opéra bouffon, contenant les jugemens de toutes les pièces qui ont paru depuis sa naissance jusqu'à ce jour, pour servir à l'histoire des Théâtres de Paris, Amsterdam et Paris, Grange, 1748, 2 vol. Volume I et Volume II ; réédition en 1768.

### Romans
- L'Enfant trouvé, ou Mémoires de Menneville, La Haye, 1763, 2 vol.
- Mémoires d'Azéma, contenant diverses anecdotes des règnes de Pierre le Grand, empereur de Russie, & de l'impératrice Catherine son épouse, Amsterdam [Paris, Pierre-Guillaume Simon], 1764 ; réédition en 1775.
- L'Humanité, histoire des infortunes du chevalier de Dampierre, contenant des anecdotes secrettes et particulières sur les dernières révolutions de Perse, Paris, Cailleau, 1765, 2 vol.
- Le Mariage du siècle, ou Lettres de madame la comtesse de Castelli, à madame la baronne de Fréville, Paris, 1766 ; le roman est réédité en 1767 Lire en ligne.
- La Destinée, ou Mémoires du lord Kilmarnoff, traduits de l'anglais de Miss Voodwill, Amsterdam et Paris, Claude Hérissant, 1766 Lire en ligne ; réédition en 1776 sous le titre Le Jeune infortuné, ou Mémoires du lord Kilmarnoff, Amsterdam et Paris, Mérigot le Jeune.
- Romans moraux, pour servir de supplément à la Bibliothèque de campagne, Amsterdam, Lyon et Paris, Dufour, 1769 (comprend : Les Deux Sultanes, anecdote turque ; Ema et Lémosoff, anecdote russienne).

### Essais
- Pensées philosophiques de M. de Voltaire, ou Tableau encyclopédique des connaissances humaines, contenant l'esprit, principes, maximes, caractères, portraits, etc. tirés des ouvrages de ce célèbre auteur et rangés suivant l'ordre des matières, 1766 ; le faux-titre porte : Voltaire portatif.
- Lettre de M. Contant Dorville à M. de Voltaire, en lui adressant l'ouvrage intitulé : "Le Voltaire portatif, ou Tableau encyclopédique des connoissances humaines, tiré des Oeuvres de ce célèbre auteur", Paris, 5 p., 1766 Lire en ligne.
- Pensées philosophiques, morales et politiques. Ouvrage de main de maître, Nancy, veuve Babin, Paris, Grange et Herissant, 1768, 360 p. (compilation d'après les ouvrages de Frédéric II, roi de Prusse et de Stanislas Leszczynski.)

### Histoire
- Anecdotes germaniques, depuis l'an de la fondation de Rome 648, et avant l'ère chrétienne 106, jusqu'a nos jours, Paris, Vincent, 1769, 727 p.
- Les Fastes de la Grande-Bretagne, Paris, Jean-Pierre Costard, 1769, 2 vol.
- Les Fastes de la Pologne et de la Russie, Paris, Jean-Pierre Costard, 1769-1770 Première partie : Pologne et Seconde partie : Russie.
- Histoire des différens peuples du monde, contenant les cérémonies religieuses et civiles, l'origine des religions, leurs sectes et superstitions, et les mœurs et usages de chaque nation, Paris, Hérissant fils, 1770-1771, 6 vol. Lire en ligne.
- Les Nuits anglaises, ou Recueil de traits singuliers, d’anecdotes, d’événements remarquables, de faits extraordinaires, de bizarreries, d’observation critique, de pensées philosophiques, &c propres à faire connaître le génie & le caractère des Anglais, Paris, J.-P. Costard, 1771, 4 vol. ; réédition en 1773.
- Sophie, ou Mémoires intéressans pour servir à l'histoire des femmes du XVIIIe siècle, Amsterdam et Paris, Mérigot jeune, 1779.

### Édition de textes
- Ancienne Chronique de Gérard d'Euphrate, duc de Bourgogne, remise en françois moderne et augmentée de la conclusion de ce roman, Paris, Moutard, 1783, 2 vol.

### En collaboration
- avec Antoine-René de Voyer de Paulmy d'Argenson : Mélanges tirés d'une grande bibliothèque, Paris, Moutard, 1779-1788, 70 volumes. La collection comprend : 
  - tome 1 : Bibliothèque historique à l'usage des dames, 1779 Lire en ligne.
  - tome 2 : Manuel des châteaux, ou Lettres contenant des conseils pour former une bibliothèque romanesque, pour diriger une comédie de société, & pour diversifier les plaisirs d’un salon, 1779 Lire en ligne. Les p. 177-284 s'intitulent Manuel des sociétés qui font leur amusement de jouer la comédie, et proposent un répertoire commenté de pièces de théâtre qui peuvent être jouées dans ce cadre ; ces pages ont fait l'objet d'une édition en tirage à part.
  - tome 3 : Précis d'une histoire générale de la vie des Français dans tous les temps et dans toutes les provinces de la monarchie, 1779 Lire en ligne.
  - tomes 4 à 68 : De la lecture des livres français, 1787 Lire en ligne.
  - tomes 69-70 : Table alphabétique des noms des empires, royaumes, républiques, provinces, villes, grands personnages, faits remarquables des sciences, arts et métiers, savants, auteurs, 1788.